# 华鲆
华鲆（学名：Tephrinectes sinensis）为輻鰭魚綱鰈形目鰈亞目牙鲆科华鲆属下的唯一鱼类，俗名花破帆、中华花鲆、中华花布鲆、花圆鲽等，是中国的特有物种。其种加词“sinensis”意为“中华的”。
华鲆分布于北部湾到台湾、浙江等，體長可達27公分，多见于近海底层。该物种的模式产地在中国。
和其它牙鲆科的扁鱼一样，华鲆的两只眼睛都在头的左边。